# Froyle
Froyle – wieś w Anglii, w hrabstwie Hampshire, w dystrykcie East Hampshire. Leży 36 km na północny wschód od miasta Winchester i 66 km na południowy zachód od Londynu.